# Magdalena Abakanowicz

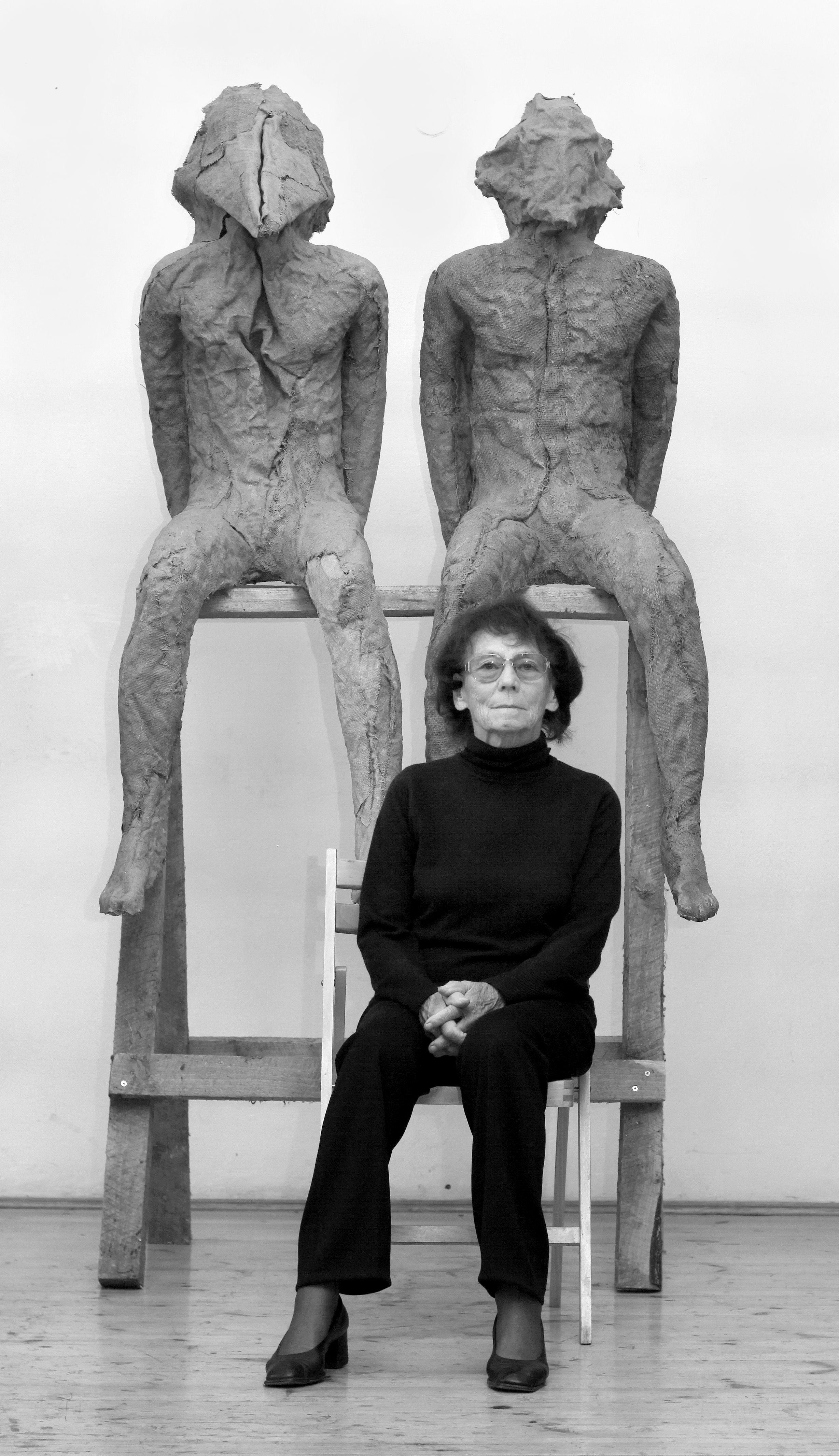
Magdalena Abakanowicz in ihrem Arbeitsraum (2010)

Marta Magdalena Abakanowicz-Kosmowska [magdaˈlɛna abakaˈnɔvʲiʧ] (* 20. Juni 1930 in Falenty, Polen; † 20. April 2017 in Warschau) war eine polnische Bildhauerin und Textilkünstlerin.

## Leben
Magdalena Abakanowicz entstammte einer polnischen Adelsfamilie, ihr Vater war Lipka-Tatar. Von 1949 bis 1954 studierte sie an den Kunstakademien in Danzig und Warschau. Dabei lag ihr Hauptinteresse auf Malerei, obwohl sie auch Neigung zur plastischen Arbeit verspürte. Diese Entwicklung wurde zweifellos von den Formen und Gestalten beeinflusst, die sie als Kind auf dem mütterlichen Landgut geschaffen hatte. Später, als sie mit den schwierigen ökonomischen Bedingungen in Polen konfrontiert war, wurde die Gabe, natürliche und gefundene Materialien in plastische Werke großartiger Monumentalität und Ausdruckskraft umzuwandeln, das Markenzeichen ihrer Arbeit.
1956 begann Magdalena Abakanowicz als unabhängige Künstlerin zu arbeiten und erlangte erste internationale Aufmerksamkeit in den 1960er Jahren, als sie große gewebte Wandtextilien fertigte. Dabei ragt die Folge Abakans heraus, für die sie 1965 auf der Biennale von São Paulo den Grand Prix erhielt. Mitte der 1970er Jahre nahm ihr Werk eine dramatische Wendung, als sie begann, die Köpfe, Figuren, Tiere und Vögel aus Sisal, Sackleinwand, Klebstoff und Harz über Modellformen zu erschaffen, die ihr Œuvre von da an charakterisieren.
Magdalena Abakanowicz lehrte von 1965 bis 1990 als Professorin an der Kunsthochschule in Posen. Außerdem war sie 1984 Gastprofessorin an der University of California, Los Angeles (UCLA) in den Vereinigten Staaten.
Magdalena Abakanowicz erhielt zahlreiche Preise und Ehrungen, darunter den Skulpturenpreis des Sculpture Center New York (1993), das Kommandeurskreuz des Ordens Polonia Restituta (1998), die Ernennung zum Offizier des Ordens der Künste und Wissenschaften in Paris, Frankreich (1999) und die Ernennung zum Ritter des Verdienstordens der Republik Italien (2000). Sie ist Ehrendoktorin der Königlichen Kunsthochschule (Royal Academy of Arts), London (1974), der Rhode Island School of Design, Providence, Rhode Island (1992), der Akademie der Schönen Künste Łódź (1998), des Pratt Institute New York City (2000), des Massachusetts College of Art, Boston (2001), der School of The Art Institute of Chicago (2002) und der Akademie der Schönen Künste Posen (2002). Magdalena Abakanowicz ist Mitglied der Akademie der Künste in Berlin (1994), der Sächsischen Akademie der Künste in Dresden (1998) und des Ordens Pour le Mérite für Wissenschaften und Künste in Berlin (2000). Außerdem war sie auswärtiges Ehrenmitglied der American Academy of Arts and Letters (1996).
Daneben entstanden in der Kombination von Figur und käfigförmigen Holzkonstruktionen auch Environments (z. B. »Käfig«, 1982, Chicago, Museum of Contemporary Art). Für den Skulpturenpark Celle bei Pistoia ließ A. 16 überlebensgroße ausgehöhlte Objekte in Bronze gießen (»Katharsis«, 1985). Ihre Themen sind die Verletzbarkeit des Menschen, seine Gefangenheit in Raum und Zeit, seine Unvollkommenheit und allgemein die Vergänglichkeit des Seins.
Am 15. März 2010 wurde sie in der deutschen Botschaft in Warschau vom Botschafter Michael H. Gerdts „für ihren herausragenden und dauerhaften Beitrag zum kulturellen Dialog zwischen Polen und Deutschland“ mit dem Großen Bundesverdienstkreuz mit Stern ausgezeichnet.
Am 20. Juni 2023 wurde Magdalena Abakanowicz von der Suchmaschine Google zu ihrem 93. Geburtstag mit einem Doodle geehrt.

## Werke
In den 1960er Jahren entstanden Abakanowiczs wichtigste Arbeiten. Sie begann gigantische, dreidimensionale Textilskulpturen zu schaffen, die sie von ihrem Familiennamen abgeleitet Abakans nannte. Diese sicherten ihr einen Platz in der internationalen Kunstszene und beeinflussten all ihre nachfolgenden Arbeiten. Jeder Abakan ist aus gewebten Material hergestellt, für das Abakanowicz eine völlig neue Webtechnik entwickelte. Oftmals verwendete sie dabei in Häfen aufgesammelte Sisaltaue, die sie in Fäden aufdrehte und einfärbte. Abakans können bis zu vier Meter groß werden und hängen von der Decke bis meist nur wenige Zentimeter über dem Erdboden herab.
Obwohl Abakanowicz anfangs vor allem für ihre Arbeit mit Textilien bekannt war, stellte sie nebenbei auch Gemälde und Zeichnungen aus. Ihre späteren Arbeiten, in der Regel aus harten Oberflächen bestehend – wenn auch einige Fasern, Seile oder Textilien enthalten –, sind durch (häufig kopflose) Figurengruppen gekennzeichnet, die dem menschlichen Körper, Tieren oder Bäumen nachempfunden sind. Auch wenn sich die Formen vom Aussehen her und in ihrer Körperhaltung zu wiederholen scheinen, trägt jede Figur doch ihre eigenen, individuellen Züge. Arbeiten wie Köpfe (1975), Rücken (1976–82) und Embryologie (1978–81) wurden aus mehreren Formen zusammengesetzt und vorwiegend aus organischen Materialien wie Jute, Seil und Leinwand hergestellt.
Ein Großteil der späteren Arbeiten von Abakanowicz ist aus wetterfesten Materialien wie Bronze, Stein, Eisen oder Beton gemacht: Katharsis (1985; 33 gegossene Bronzeskulpturen); Beruhigte Geschöpfe (1993; 40 gegossene Bronzefiguren); Raum für Steine (2003; 22 Granitblöcke); und Agora (2006; 106 kopf- und armlose gusseiserne Figuren). Viele Werke sind zu großen dauerhaften Außeninstallationen geworden, die man weltweit an Plätzen in Jerusalem, Seoul, Minneapolis, Kansas City, Dallas, Washington, D.C., Lissabon, Paris, Chicago und New York City findet. Darüber hinaus wurden ihre Kunstwerke auch in mehr als 100 Gruppen- und Einzelausstellungen gezeigt.

## Ausstellungsteilnahme
- 2011: Blickachsen 8, Johann-Wolfgang-Goethe-Universität Frankfurt am Main mit „Ten Seated Figures“ aus Eisenguss jeweils 300 × 160 × 96 cm.
- 2012: „about blank – der leere Raum oder das Verschwinden der Dinge“, Kunsthalle Darmstadt, 25. November 2012 – 3. März 2013.
- 2012: „Atelier.Industriekultur“ im LWL-Industriemuseum Textilmuseum Bocholt zusammen mit Laura Ford und einer Performance von Claudius Reimann.[5]

## Galerie

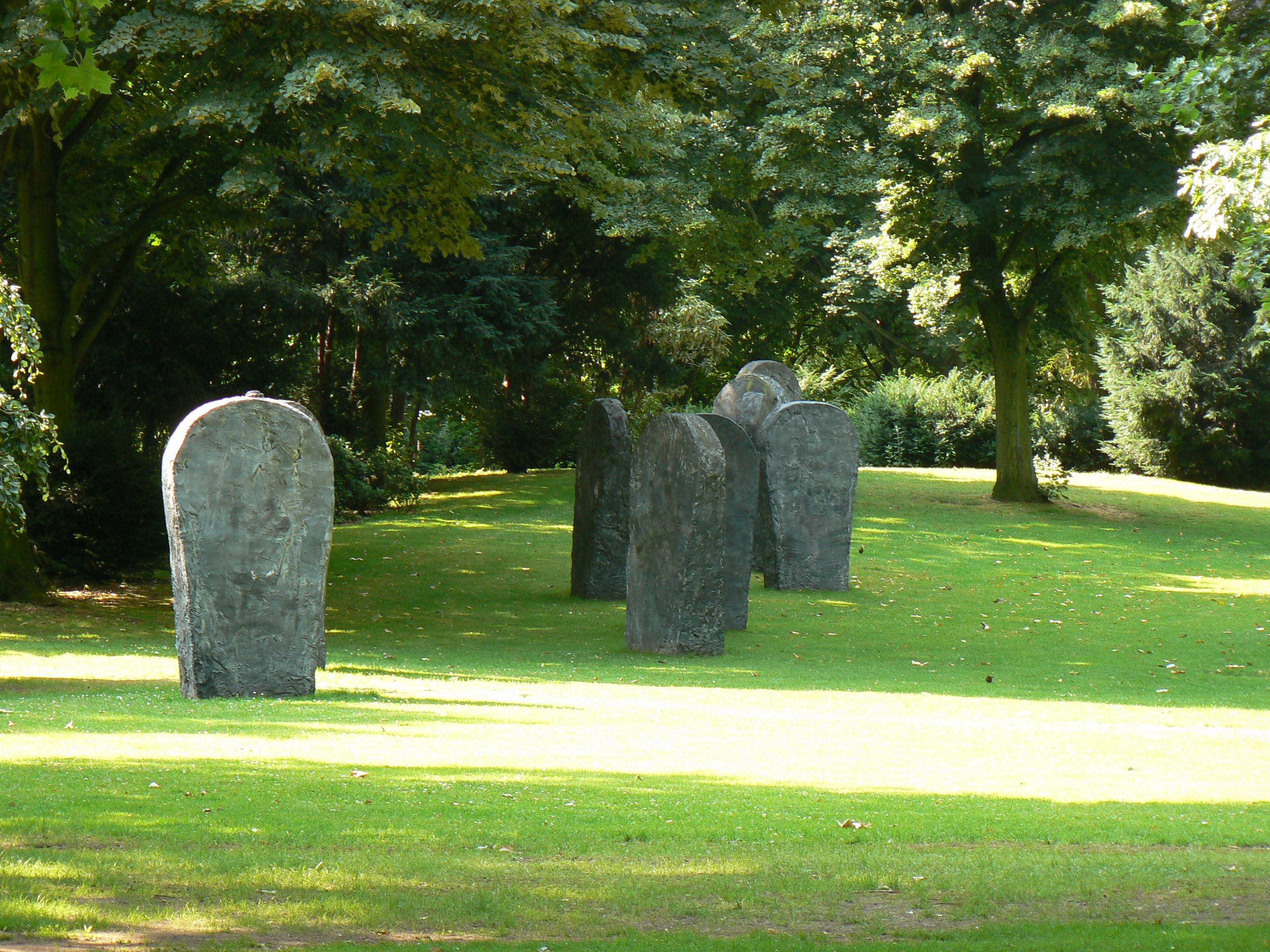
Neun Figuren Raum (1990) – Kant-Park, Duisburg
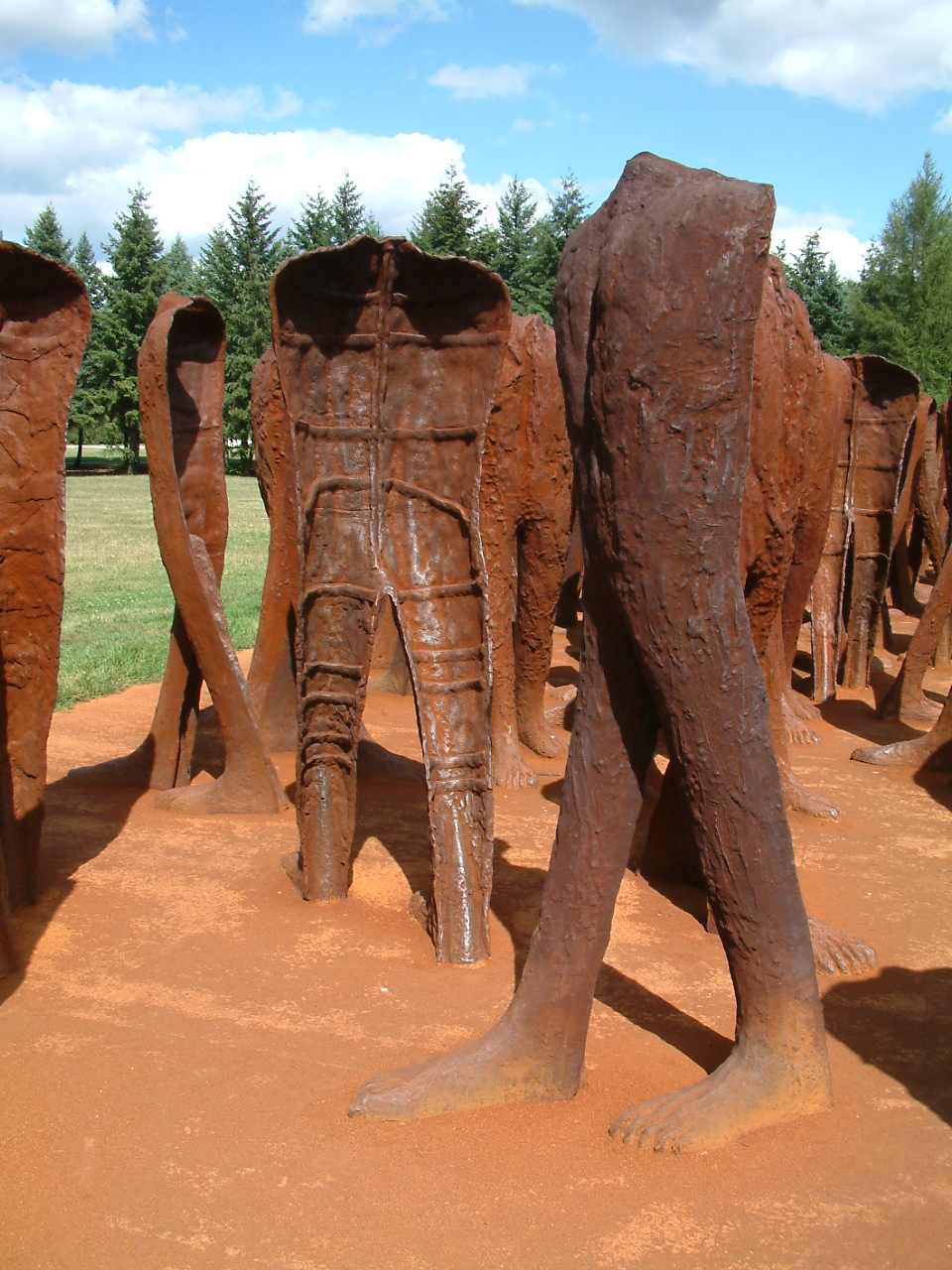
Nierozpoznani – Poznań
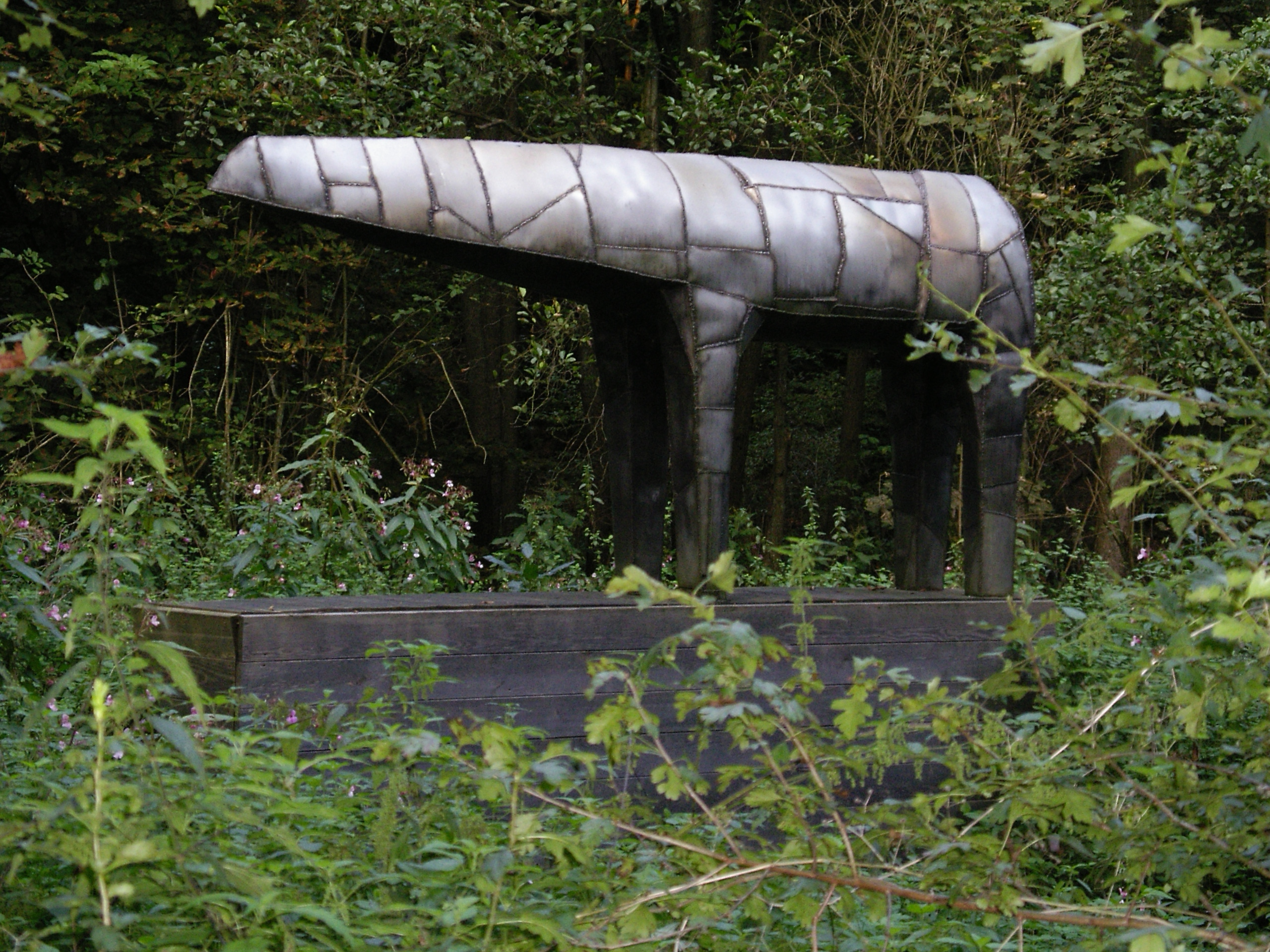
Mutant – Kunstweg MenschenSpuren
Mutanten in einer Performance mit Claudius Reimann
Mutant (2012) im Industriemuseum Textilwerk Bocholt
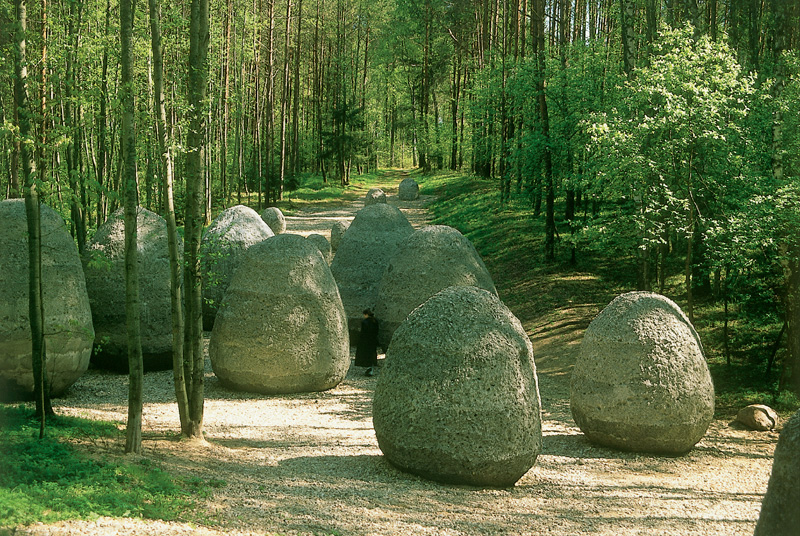
Raum des unbekannten Wachstums (2006) – Europos Parkas, Litauen

## Rezeption
„Aus Sisal, Hanf, Roßhaar und Jute formt die Polin abstrakte Objekte für oft raumfüllende Environments, die den Begriff Textilkunst erweitert haben. Sie akzentuiert ihre Installationen mit Figurengruppen, die das Leiden der Kreatur in den Lagern und Folterkellern dieser Zeit heraufbeschwören.“